# Мондови
Мондови (итал. Mondovì) је насеље у Италији у округу Кунео, региону Пијемонт.
Према процени из 2011. у насељу је живело 21880 становника. Насеље се налази на надморској висини од 418 м.

## Становништво
Према резултатима пописа становништва 2011. у општини је живело 22.253 становника.
| 1936.  | 1951.  | 1961.  | 1971.  | 1981.  | 1991.  | 2001.  | 2011.  |
| ------ | ------ | ------ | ------ | ------ | ------ | ------ | ------ |
| 19.621 | 20.450 | 20.536 | 21.603 | 22.262 | 22.155 | 21.880 | 22.253 |